# Kilså
Kilså (på tysk Kielsau og Kielstau) er et vandløb i Angel i det østlige Sydslesvig. Kilså udspringer i et bakkelandskab med højder på op til 50 m imellem Bjerre og Svendsbygård tæt på vandskellet hen til Østersøen i det nordøstlige Angel og munder efter 17 km ved Træsøen i Bondeåen, som senere fortsætter som Trenen. Åen anses sammen med Bondeåen som en af de to store kildefloder til Trenen. Kilsåen passerer Harresby Mose ved Harresbygård, Venerød Sø, landsbyerne Oksager, Lille Solt og Soltbro, inden den munder i Bondeåen. Før åløbet blev reguleret i 1964 mundede Kilsåen direkte i Træsøen. Kilsåen har bl.a. tilløb af Lyshøj Å, Tenebæk, Østerskov Å og Hyrupbæk (også Hennbæk, ty.Hüruper Bach). Kilsåen deler Husby Sogn i en nordlig og en sydlig del.
Åens navn er første gang dokumenteret 1648. Navnet står i sammenhæng med gården Kilsgaard i Hyrup Sogn. Den tyske gengivelse med -t- (Kielstau) synes at værre ukorrekte. Åen er også blevet omtalt som Nørreå som Trenens nordlige biflod, mens Bondeå er blevet omtalt som Sønderå. Afsnittet ved Oksager kaldes også Mølleå (Aussacker Mühlenau, Mühlenstrom).